# ستيف ألسويرث
ستيف ألسويرث (بالإنجليزية: Steve Ellsworth) هو لاعب كرة قاعدة أمريكي، ولد في 30 يوليو 1960 في شيكاغو في الولايات المتحدة.

## وصلات خارجية
- ستيف ألسويرث على موقع دوري كرة القاعدة الرئيسي (الإنجليزية)
- ستيف ألسويرث على موقعبيزبول رفرنس.كوم (الدوري الرئيسي) (الإنجليزية)
- ستيف ألسويرث على موقعبيزبول رفرنس.كوم (الدوري الثانوي) (الإنجليزية)
- ستيف ألسويرث على موقع إي إس بي إن.كوم (أم.أل.بي) (الإنجليزية)
- ستيف ألسويرث على موقع مشجعي الرسوم البيانية (الإنجليزية)